# Sujki (województwo mazowieckie)
Sujki – osada w Polsce, w województwie mazowieckim, w powiecie mławskim, w gminie Strzegowo.
Do 2023 miejscowość była częścią wsi Wola Kanigowska.
W latach 1975–1998 Sujki należały administracyjnie do województwa ciechanowskiego.
W Sujkach urodził się Władysław Sujkowski (1862–1935), przywódca Republiki Sławkowskiej.